# Rejon jasynuwacki
Rejon jasynuwacki – jednostka administracyjna wchodząca w skład obwodu donieckiego Ukrainy.
Rejon utworzony w 1923, ma powierzchnię 800 km² i liczy około 30 tysięcy mieszkańców. Siedzibą władz rejonu jest Jasynuwata.
Na terenie rejonu znajdują się 4 osiedlowe rady i 9 silskich rad, obejmujących w sumie 30 wsi i 3 osady.